# Ceromitia synchroma
Ceromitia synchroma là một loài bướm đêm thuộc họ Adelidae. Loài này có ở Nam Phi.